# Anny Peter
Anny Peter (* 14. Juni 1882 in Olten; † 25. März 1958 in Solothurn; heimatberechtigt in Wisen) war eine Schweizer Pazifistin und Zentralpräsidentin des Verbands Christkatholischer Frauenvereine. Peter setzte sich im kirchlichen Bereich für das Frauenstimmrecht ein.

## Leben
Anny Peters Eltern waren der Bahnangestellte Gottfried Peter und die Wäscherin Karolina geb. Egli. Sie besuchte die Primar- und Sekundarschule ihrer Heimatstadt. Im Alter von 17 Jahren ging sie 1899 als Erzieherin nach Deutschland. Nach ihrer Rückkehr absolvierte Peter von 1905 bis 1908 das Pädagogium in Solothurn. Sie wurde 1908 Primarlehrerin in Nunningen und wechselte 1908–1909 als Verweserin nach Hessigkofen. Peter studierte von 1909 bis 1913 Geisteswissenschaften an der Universität Bern. Nachdem sie 1910 das Examen als Bezirkslehrerin im Kanton Solothurn absolvierte arbeitete sie seit 1911 als Stellvertreterin und seit 1912 als Lehrerin an der Bezirksschule Schönenwerd. Peter ging 1941 in den Ruhestand. Sie blieb ledig.
Anny Peter engagierte sich in der christkatholischen Kirche. Sie war von 1920 bis 1948 Zentralpräsidentin des 1916 gegründeten Verbands Christkatholischer Frauenvereine. Peter setzte sich im kirchlichen Bereich für das Frauenstimmrecht ein. Auch ihre Vorgängerin Aline Ducommun-Merz (1867–1921), Schwiegertochter des Friedensnobelpreisträgers Élie Ducommun, war in dieser Richtung tätig gewesen. Peter hielt in den 1920er Jahren zahlreiche Vorträge und war in der Arbeiter- und Frauenbildung tätig. Sie wurde 1931 Mitgründerin der LIGA, einer internationalen Arbeitsgemeinschaft altkatholischer Frauenverbände. Als erste übernahm sie 1934 das Amt der Präsidentin und wurde 1957 als Ehrenpräsidentin geehrt. Peter war 1939 auch Mitbegründerin der Solothurner Mütterhilfe.
Peter kaufte 1932 ein Holzhaus auf der Schweizerischen Ausstellung für Frauenarbeit (SAFFA) und liess es als «Berghüsli» in Heiligenschwendi aufstellen. Sie bewohnte es in ihrem Ruhestand bis 1956. Im Zweiten Weltkrieg machte sie es zu einem Zufluchtsort für Flüchtlinge. Das Haus vermachte Peter 1954 als Stiftung der Christkatholischen Kirche. Es wird als Bildungs- und Ferienhaus betrieben.
Anny Peter starb am 25. März 1958 in Solothurn. Sie galt als «begnadete Pädagogin», als Pazifistin war sie von Leonhard Ragaz beeinflusst, der die religiös-soziale Bewegung in der Schweiz mitbegründet hatte.